# My Brightest Diamond
My Brightest Diamond è un gruppo musicale statunitense di genere indie rock e folk, fondato nel 2006 dalla cantautrice e polistrumentista Shara Worden. La band ha realizzato sei album: Bring Me the Workhorse nel 2006, A Thousand Shark's Teeth nel 2008, All Things Will Unwind nel 2011, This is My Hand nel 2014 e gli album di remix Tear It Down e Shark Remixes, Volumes 1-4.

## Carriera
My Brightest Diamond mette insieme influenze che provengono dalla musica colta, dal canto lirico, dal cabaret, dalla musica da camera e dal pop. Mentre viveva a New York la Worden ha cominciato a comporre i suoi primi brani influenzati sia dalla musica classica sia dal rock d'avanguardia. Le sue prime influenze in ambito rock sono quelle di Antony and the Johnsons e Nina Nastasia.
Shara Wodern dà vita al progetto My Brightest Diamond dopo aver incontrato Sufjan Stevens e dopo essere stata una delle sue coriste note con il nome di "Illinoisemakers". Il primo album viene infatti inciso per l'etichetta di Sufjan Stevens nel 2006 con il titolo di  Bring Me the Workhorse. Per promuovere l'album, durante lo stesso inverno, My Brightest Diamond partecipa al tour di Sufjan Stevens. Il secondo album intitolato A Thousand Shark's Teeth è stato pubblicato sempre da Asthmatic Kitty durante il giugno 2008
My Brightest Diamond pubblica nel 2007 una cover del brano dei Radiohead Lucky per l'album tributo OKX e l'anno successivo una cover del brano di Gloria Jones portato al successo dai Soft Cell e noto come Tainted Love per l'album compilation Guilt by Association Vol. 2.
Nell'ottobre del 2011 realizza l'album intitolato All Things Will Unwind'
Il 2014 è l'anno di This is My Hand per My Brightest Diamond, lavoro ispirato al suono delle Marching Bands statunitensi, le stesse che intrattengono gli spettatori negli spettacoli dell'intervallo dei match di football americano

## Membri

### Attuali
- Shara Nova - voce, chitarra, tastiere, percussioni, batteria
- Chris Bruce - chitarra, basso
- Earl Harvin - batteria
- Jharis Yokley - batteria

### Passati
- Hideaki Aomori
- CJ Camerieri
- Marla Hansen
- Maria Jeffers
- Clarice Jensen
- Nathan Lithgow
- Olivier Manchon

- Rob Moose
- Zac Rae
- Nadia Sirota
- Alex Sopp
- Aaron Steele
- Brian Wolfe

## Discografia

### Albums
- Bring Me the Workhorse (2006)
- Tear It Down (2007) – remix album
- A Thousand Shark's Teeth (2008)
- All Things Will Unwind (2011)
- This Is My Hand (14 settembre, 2014)

### EP
- "None More Than You" (15 luglio, 2014)

### Singoli
- "Inside a Boy"
- "From the Top of the World" (23 settembre, 2008)

### Compilations
- "Lucky" in Stereogum Presents... OKX: A Tribute to OK Computer compilation (2007)
- "Tainted Love" su Guilt by Association Vol. 2 compilation (2008)
- "Feeling Good" su Dark Was the Night compilation (2009)